# Bengt Bergt
Bengt Axel Bergt (nascido a 7 de maio de 1982) é um político alemão do Partido Social-Democrata da Alemanha que foi eleito como membro do Bundestag por Segeberg - Stormarn-Mitte nas eleições federais alemãs de 2021.
Ele é baterista de uma banda de música punk.